# پایگاه هوایی نیژین
 پایگاه هوایی نیژین یک فرودگاه نظامی است که یک باند فرود بتن دارد و طول باند آن ۳۰۰۰ متر است. این فرودگاه در شهر نیژین کشور اوکراین قرار دارد و در ارتفاع ۱۳۴ متری از سطح دریا واقع شده است.